# Libaw-Craig-Code
Der Libaw-Craig-Code (auch Johnson-Code genannt, nach Robert Royce Johnson) ist eine spezielle 5-Bit-Darstellung einer Ziffer im Dezimalsystem. Es ist der Code, der für den Johnson-Zähler benutzt wird. Wie beim BCD-Code handelt es sich um einen numerischen Code, der jede Ziffer einer Dezimalzahl einzeln dualkodiert. Der Code ist stetig (manchmal auch als einschrittig bezeichnet). Von rechts nach links entsprechen die Bits dieses Codes der Ziffernkodierung als Morsezeichen (mit 0 = lang und 1 = kurz).

## Kodierung
| Wert | Darstellung |
| ---- | ----------- |
| 0    | 00000       |
| 1    | 00001       |
| 2    | 00011       |
| 3    | 00111       |
| 4    | 01111       |
| 5    | 11111       |
| 6    | 11110       |
| 7    | 11100       |
| 8    | 11000       |
| 9    | 10000       |

## Eigenschaften des Libaw-Craig-Codes
1. Die Darstellung des Zehnerkomplements eines Wertes ergibt sich einfach durch die Umkehrung der Reihenfolge der fünf Bits.
2. Der Libaw-Craig-Code ist, wie zum Beispiel auch der Gray-Code stetig, das heißt, die Darstellung von einem Wert und dem darauf folgenden Wert unterscheidet sich stets in genau einem Bit. Da auch die Darstellungen von 9 und 0 sich in nur einem Bit unterscheiden, bezieht sich hier der Begriff „folgender Wert“ auf die zyklische additive Gruppe der Ziffern {\displaystyle \{0,\ldots ,9\}}.
3. Im Gegensatz zum Gray-Code, der redundanzfrei ist, ist der Libaw-Craig-Code redundant (R = 1,7). Damit ist natürlich eine gewisse Fehlererkennung gegeben.

## Anwendung
Ein Vor- und Rückwärtszähler mit dem Libaw-Craig-Code lässt sich mit einem 5-stelligen rückgekoppelten Schieberegister einfach aufbauen. Mehrere derartige Vor- und Rückwärtszähler lassen sich dann zu einem dezimalen Vor- und Rückwärtsdezimalzähler, der mit einem mechanischen Kilometerzähler verglichen werden kann, aufbauen.
Der Libaw-Craig-Code eignet sich wegen seiner Stetigkeit für asynchrone 5-Bit-Parallel-Signalquellen wie z. B. grobe Winkelcodierer zur Veränderung einer einzelnen Ziffer einer Dezimalzahl.